# Borislav Borisov
Borislav Borisov (em búlgaro:  Борислав Константинов Борисов, ?, 12 de novembro de 1954) é um ex-canoísta búlgaro especialista em provas de velocidade.

## Carreira
Foi vencedor da medalha de bronze em K-4 1000 m em Moscovo 1980, junto com os seus colegas de equipa Bozhidar Milenkov, Lazar Khristov e Ivan Manev.